# Лангеншајд
Лангеншајд (њем. Langenscheid) општина је у њемачкој савезној држави Рајна-Палатинат. Једно је од 137 општинских средишта округа Рајн-Лан. Према процјени из 2010. у општини је живјело 562 становника. Посједује регионалну шифру (AGS) 7141076.

## Географски и демографски подаци
Лангеншајд се налази у савезној држави Рајна-Палатинат у округу Рајн-Лан. Општина се налази на надморској висини од 242 метра. Површина општине износи 8,9 km². У самом мјесту је, према процјени из 2010. године, живјело 562 становника. Просјечна густина становништва износи 63 становника/km².